# FNNレインボー発
『FNNレインボー発』（FNNレインボーはつ）は、フジテレビ（FNN）で生放送されていた2分間のニュース番組（FNNの冠番組）である。ただし、ネット局によっては夜の前番組「FNNニュース・明日の天気」同様タイトルを差し替えて放送していた。
2001年4月2日より裏番組の日本テレビ（NNN）『NNNニューススポット』（2008年終了）とともに、民放ではじめてニュース番組における字幕放送を行った。字幕は生放送でよく使われるリアルタイム字幕放送ではなく、事前に字幕が用意されていた。

## FNNレインボー発・あすの天気（夜）
それまで同じ枠で放送されていた『FNNニュース・あすの天気』のタイトルを改める形で1998年3月30日にスタートした。
新聞の番組表では2011年7月22日まで基本的に「[字][N]レインボー発・[天]」と表記されていた（スポットニュースで番組名が記載されている番組は極めて稀）が、Gコードの掲載が廃止されて以降は前座番組の欄残り3文字に「◇[N][天]」と表記されるのみになった。
2011年10月31日からフジテレビの全ての報道・情報番組がステレオ放送に切り替わったため、放送開始以来変わることがなかった音声モードがモノラルからステレオに変更された。
16年に亘りほぼ毎日、放送されてきたが、2014年3月30日をもって放送を終了した。本来の放送最終日であるはずだった3月31日は、『笑っていいとも!グランドフィナーレ感謝の超特大号』の編成上、放送されなかった。4月1日からは新たなスポットニュースとして『FNN NEWS Pick Up』が放送を開始した。なお、『あすの天気』は同番組に引き継がれる。
わずか2分のストレートニュース+天気予報とその後のステーションブレイクの関係から一般的な形式のCMは放送できないため、オープニング及びエンディングに、スポンサー企業のキャッチフレーズ・社名のナレーション・ロゴCG、ある場合はサウンドロゴがCM代わりに流された。この形式は当該時間帯の首都圏のニュースではよくみられるほか、日曜昼の『産經テレニュースFNN』でも行われていたことがあり、このスタイルは次番組の『FNN NEWS Pick Up』、『ユアタイム クイック』、『THE NEWSα Pick』と続き、2018年3月31日にスポットニュース枠そのものが廃されるまで引き継がれ、バラエティ枠となった2024年現在も継続されている。

### 名称
タイトル名の「レインボー」はフジテレビ本社があるお台場全体を示すレインボータウンに由来している。公式ページやEPGでも注釈がある通り「レインボ一発（レインボいっぱつ）」とは読まない。しかし、この番組の手書きロゴの"ー"（長音記号）が"一"（漢数字の1）にも見えるためか（字体によってはなおさらである）、過去に日本経済新聞や角川書店のテレビ情報誌「週刊ザテレビジョン」が「レインボー一発（レインボーいっぱつ）」と誤植したことがあった（タレントの中村明花がそう発言したことがある）。また、同局のバラエティ番組『トリビアの泉 〜素晴らしきムダ知識〜』でパロディとして実際に「トリビアニュース レインボ・一発」と題した企画が放映されたこともある。ちなみにTOKIOの長瀬智也も、このことを勘違いしていたことを『新堂本兄弟』で明かした。

### 放送時間
- 1998年3月30日 - 2008年4月6日：月曜 - 日曜20:54 - 21:00
- 2008年4月7日 - 2009年3月1日：月曜 - 木曜・土曜・日曜20:54 - 21:00、金曜21:49 - 21:55
  - ｢金曜プレステージ｣が19:57 - 21:49に放送のため。ただし、この間、『金曜プレステージ』が21:00 - 22:52放送の時（19:00 - 20:54に特番が編成され、『一攫千金!日本ルー列島』が休止の時）は、他の曜日と同様、20:54 - 21:00に放送した。
- 2009年3月2日 - 2014年3月30日：月曜 - 日曜20:54 - 21:00

### 歴代の担当アナウンサー
| 期間 | 期間       | 月曜                                       | 火曜                                       | 水曜                                       | 木曜                                       | 金曜                                                                    | 土曜                                                                    | 日曜                                                  |
| --- | ---------- | ------------------------------------------ | ------------------------------------------ | ------------------------------------------ | ------------------------------------------ | ----------------------------------------------------------------------- | ----------------------------------------------------------------------- | ----------------------------------------------------- |
| 1998.3.30 | 1999.3.31  | （男性アナウンサーのシフト勤務または不明） | （男性アナウンサーのシフト勤務または不明） | （男性アナウンサーのシフト勤務または不明） | （男性アナウンサーのシフト勤務または不明） | （男性アナウンサーのシフト勤務または不明）                              | 智田裕一1                                                               | 智田裕一1                                             |
| 1999.4.1 | 2000.4.2   | 青嶋達也                                   | 佐藤里佳                                   | 竹下陽平                                   | 武田祐子                                   | 松井みどり                                                              | 智田裕一1                                                               | 智田裕一1                                             |
| 2000.4.3 | 2000.10.1  | 佐藤里佳                                   | 阿部知代                                   | 青嶋達也                                   | 深澤里奈                                   | 島田彩夏                                                                | 智田裕一1                                                               | 智田裕一1                                             |
| 2000.10.2 | 2001.4.1   | 青嶋達也                                   | 内田恭子                                   | 八馬淳也                                   | 竹下陽平                                   | 島田彩夏                                                                | 智田裕一1                                                               | 智田裕一1                                             |
| 2001.4.2 | 2001.9.30  | 青嶋達也                                   | 野島卓                                     | 佐野瑞樹                                   | 福原直英                                   | 西岡孝洋                                                                | 福井謙二                                                                | 武田祐子2                                             |
| 2001.10.1 | 2002.3.31  | 青嶋達也                                   | 八馬淳也                                   | 西岡孝洋                                   | 野島卓                                     | 佐野瑞樹                                                                | 武田祐子2                                                               | 福井謙二                                              |
| 2002.4.1 | 2002.9.29  | 青嶋達也                                   | 八馬淳也                                   | 西岡孝洋                                   | 山中秀樹                                   | 佐野瑞樹                                                                | 武田祐子2                                                               | 福井謙二                                              |
| 2002.9.30 | 2003.3.30  | 渡辺和洋                                   | 渡邉卓哉                                   | 岡田浩揮                                   | 八馬淳也                                   | 西岡孝洋                                                                | 武田祐子2                                                               | 森下知哉                                              |
| 2003.3.31 | 2003.9.28  | 渡辺和洋                                   | 竹下陽平                                   | 西岡孝洋                                   | 森下知哉                                   | 八馬淳也                                                                | 境鶴丸1・2                                                              | 渡邉卓哉                                              |
| 2003.9.29 | 2004.3.28  | 岡田浩揮2                                  | 竹下陽平                                   | 田中大貴                                   | 西岡孝洋                                   | 森下知哉2                                                               | 境鶴丸1・2                                                              | 渡邉卓哉                                              |
| 2004.3.29 | 2004.9.30  | 岡田浩揮2                                  | 竹下陽平                                   | 西岡孝洋                                   | 田中大貴                                   | 森下知哉2                                                               | 境鶴丸1・2                                                              | 渡邉卓哉                                              |
| 2004.10.1 | 2005.12.29 | 岡田浩揮2                                  | 田中大貴                                   | 西岡孝洋                                   | 竹下陽平                                   | 森下知哉2                                                               | 渡邉卓哉                                                                | 倉田大誠                                              |
| 2006.1.4 | 2007.4.1   | 佐野瑞樹                                   | 竹下陽平                                   | 西岡孝洋                                   | 倉田大誠                                   | 渡邉卓哉                                                                | 田中大貴                                                                | 阿部知代1                                             |
| 2007.4.2 | 2007.9.30  | 西岡孝洋                                   | 鈴木芳彦                                   | 倉田大誠                                   | 福永一茂                                   | 田中大貴                                                                | 田淵裕章                                                                | 小穴浩司                                              |
| 2007.10.1 | 2008.3.30  | 福永一茂                                   | 鈴木芳彦                                   | 山本麻祐子                                 | 倉田大誠                                   | 田中大貴                                                                | 田淵裕章                                                                | 小穴浩司                                              |
| 2008.3.31 | 2008.9.28  | 田中大貴                                   | 中村光宏                                   | 倉田大誠                                   | 福永一茂                                   | 鈴木芳彦                                                                | 田淵裕章                                                                | 小穴浩司                                              |
| 2008.9.29 | 2009.3.29  | 倉田大誠                                   | 秋元優里                                   | 高橋真麻1・3                               | 高木広子                                   | 鈴木芳彦                                                                | 田淵裕章                                                                | 小穴浩司                                              |
| 2009.3.30 | 2009.9.27  | 秋元優里                                   | 藤村さおり                                 | 高橋真麻1・3                               | 高木広子                                   | 鈴木芳彦                                                                | 田淵裕章                                                                | 小穴浩司                                              |
| 2009.9.28 | 2009.12.29 | 宮瀬茉祐子                                 | 高木広子                                   | 高橋真麻1・3                               | 藤村さおり                                 | 春日由実                                                                | 田代尚子1                                                               | 小穴浩司                                              |
| 2010.1.4 | 2010.3.28  | 倉田大誠3                                  | 高木広子                                   | 高橋真麻1・3                               | （シフト勤務）                             | 春日由実                                                                | 田代尚子1                                                               | 小穴浩司                                              |
| 2010.3.29 | 2010.6.27  | 倉田大誠3                                  | 立本信吾3                                  | 高橋真麻1・3                               | 高木広子1・3                               | 阿部知代1・3                                                            | 田代尚子1                                                               | 小穴浩司                                              |
| 2010.6.28 | 2010.9.30  | 倉田大誠3                                  | 立本信吾3                                  | 高橋真麻1・3                               | 高木広子1・3                               | 阿部知代1・3                                                            | 榎並大二郎2・4                                                          | 小穴浩司                                              |
| 2010.10.1 | 2010.11.28 | 高木広子1・3                               | 中村光宏3                                  | 高橋真麻1・3                               | 阿部知代1・3                               | 鈴木芳彦3                                                               | 榎並大二郎2・4                                                          | 小穴浩司                                              |
| 2010.11.29 | 2011.3.27  | 高木広子1・3                               | 中村光宏3                                  | 高橋真麻1・3                               | 阿部知代1・3                               | 木下康太郎3                                                             | 榎並大二郎2・4                                                          | 小穴浩司                                              |
| 2011.3.28 | 2011.7.3   | 高木広子1・3                               | 中村光宏3                                  | 高橋真麻1・3                               | 阿部知代1・3                               | 木下康太郎3                                                             | 田代尚子1                                                               | 榎並大二郎                                            |
| 2011.7.4 | 2011.9.30  | 高木広子1・3                               | 中村光宏3                                  | 鈴木芳彦                                   | 阿部知代1・3                               | 木下康太郎3                                                             | 田代尚子1                                                               | 榎並大二郎                                            |
| 2011.10.1 | 2012.3.31  | 谷岡慎一1・2・3                            | 福永一茂 中村光宏                          | 野島卓 福原直英                            | 立本信吾                                   | 木下康太郎3                                                             | 戸部洋子                                                                | 榎並大二郎                                            |
| 2012.4.1 | 2012.6.30  | 谷岡慎一1・2・3                            | 福永一茂1・3 鈴木芳彦1・3                  | 野島卓 戸部洋子 山中章子                   | 立本信吾 福原直英                          | 木下康太郎3                                                             | 榎並大二郎                                                              | 牧原俊幸 川端健嗣 阿部知代 吉崎典子 桜庭亮平 川野良子 |
| 2012.7.1 | 2012.9.30  | 谷岡慎一1・2・3                            | 福永一茂1・3 鈴木芳彦1・3                  | 野島卓 戸部洋子 山中章子                   | 立本信吾1・3                               | 木下康太郎3                                                             | 榎並大二郎                                                              | 生田竜聖                                              |
| 2012.10.1 | 2012.12.29 | 福原直英                                   | 福永一茂1・3 鈴木芳彦1・3                  | 谷岡慎一                                   | 立本信吾1・3                               | 木下康太郎3                                                             | 榎並大二郎                                                              | 生田竜聖                                              |
| 2013.1.4 | 2013.3.31  | 酒主義久                                   | 福永一茂1・3 鈴木芳彦1・3                  | 谷岡慎一                                   | 立本信吾1・3                               | 木下康太郎3                                                             | 榎並大二郎                                                              | 生田竜聖                                              |
| 2013.4.1 | 2013.6.2   | 酒主義久                                   | 福永一茂1・3 鈴木芳彦1・3                  | 伊藤利尋3                                  | 秋元優里3                                  | 谷岡慎一3                                                               | 生田竜聖                                                                | 木下康太郎                                            |
| 2013.6.3 | 2013.6.30  | 酒主義久                                   | 福永一茂1・3 鈴木芳彦1・3                  | 伊藤利尋3                                  | 生田竜聖3                                  | 谷岡慎一3                                                               | 生田竜聖                                                                | 木下康太郎                                            |
| 2013.7.1 | 2013.9.1   | 酒主義久                                   | 谷岡慎一3                                  | 生田竜聖3・5                               | 福永一茂3 鈴木芳彦3                        | 福原直英3                                                               | 野島卓 伊藤利尋 渡辺和洋 斉藤舞子                                       | 木下康太郎                                            |
| 2013.9.2 | 2013.9.29  | 酒主義久                                   | 谷岡慎一3                                  | 生田竜聖3・5                               | 福永一茂3 鈴木芳彦3                        | 野島卓 伊藤利尋 渡辺和洋 中村仁美 斉藤舞子 福井慶仁 木下康太郎 細貝沙羅 | 野島卓 伊藤利尋 渡辺和洋 中村仁美 斉藤舞子 福井慶仁 木下康太郎 細貝沙羅 | 木下康太郎                                            |
| 2013.9.30 | 2014.3.30  | 斉藤舞子3 酒主義久3                        | 戸部洋子3 谷岡慎一3                        | 生田竜聖3・5                               | 福永一茂3 鈴木芳彦3                        | 野島卓 伊藤利尋 渡辺和洋 中村仁美 斉藤舞子 福井慶仁 木下康太郎 細貝沙羅 | 野島卓 伊藤利尋 渡辺和洋 中村仁美 斉藤舞子 福井慶仁 木下康太郎 細貝沙羅 | 木村拓也                                              |
| - 改編期前後はシフト勤務となる場合があるため、担当変更の時期に若干ずれがある場合もある。 - 名前が複数ある期間は交代で担当。 - 当番組と兼務した番組の担当時期、ポジションについては各番組のページを参照。 - 1 同日の最終ニュース番組を兼務。（福永・鈴木は2013年3月まで） - 2 同日の夕方ニュース番組を兼務。 - 3 ｢BSフジLIVE プライムニュース｣ニュースコーナーを兼務。 - 4 夜の『BSフジNEWS』を兼務。 - 5 2013年9月まで、同日の『笑っていいとも』テレフォンアナウンサーを兼務。 |            |                                            |                                            |                                            |                                            |                                                                         |                                                                         |                                                       |

- ｢ニュースJAPAN｣が休止される場合は代替の『FNNニュース』を兼務。
- 岡田・渡邉は人事異動のため、木曜担当期の藤村は産休のため、改編を待たずに降板。
- 2009年6月 - 8月、火曜日は藤村が休養したためシフト勤務となった。
- 宮瀬は休職した田淵の『スーパーニュース』フィールドキャスターを代行することになったため一度も担当できず、実際にはシフト勤務であった。

### FNN系列局でのタイトル差し替え（番組終了時点）
※表内の「ネット」とはニュース部分を放送（ネット）することを指す。○は原則全曜日ネット、△は週末など定期的な曜日のみ、×は原則的にネットしない系列局のことを指している。ただし、長時間特番時の中断ニュース、緊急ニュース時、重大ニュース時などは変更されることもある。
| 放送局名           | 番組名                                                        | ネット | 備考 |
| ------------------ | ------------------------------------------------------------- | ------ | --- |
| フジテレビ         | FNNレインボー発                                               | ○      | 『レインボー発』製作局。 |
| 北海道文化放送     | uhb NEWS                                                      | ×      | 北海道内のニュースを放送（長時間特番時の中断ニュース含む）。緊急時は『FNNレインボー発』をネットする。 |
| 岩手めんこいテレビ | mitニュース                                                   | △      | 平日は岩手県内のニュース、週末は『FNNレインボー発』をネット。なお、長時間特番時の中断ニュースは『FNNレインボー発』として放送。 |
| 仙台放送           | FNN仙台放送NEWS                                               | ○      | 原則『FNNレインボー発』をネット。長時間特番時の中断ニュースでもこのタイトルに差し替え。ローカルニュース（平日のみ）は22:54ごろに放送。 |
| 秋田テレビ         | ニュースあきた（月曜 - 土曜） FNNレインボー発（日曜）         | △      | 月曜日 - 土曜日は秋田県内のニュース、日曜日・年末年始・長時間特番時の中断ニュースはタイトルを含めてネット。 （日曜日限定ではあるが、FNN系列各局の中で唯一定期的に『FNNレインボー発』としてタイトル・BGMを差し替えずに放送している。CXでのED部分は左上に「ひきつづき 天気予報」が表示され、CM→秋田県内の天気予報の後に白テロップで表示される。 |
| さくらんぼテレビ   | FNN SAYニュース                                               | △      | 2013年3月までは全曜日で『FNNレインボー発』をネットしていたが、2013年4月からは平日のみFNN県内ニュース&天気の開始のため、週末に縮小された。 |
| 福島テレビ         | FTV NEWS                                                      | ×      | 福島県内のニュースと2013年1月からは県内の天気も放送。長時間特番時の中断ニュースはオープニングを途中まで流して県内ニュースとなっていたが、2011年3月からは映像のみ福島県内の夜景に変更、タイトルも『FTVニュース』に差し替え。BGMは『FNNレインボー発』のままである。                                                                             |
| 新潟総合テレビ     | NSTニュース                                                   | ×      | 新潟県内のニュースを放送。緊急時や番組編成の都合（主に21:48から『NSTニュース』を放送し、続いて21:54から『NSTゴールデンニュース』を放送する場合）で『FNNレインボー発』をネットする場合は『NST FNNニュース』となる。また、東日本大震災直後は、FNNニュースをネットして、東京から西山喜久恵が、担当した。                                         |
| 長野放送           | NBSニュース&天気                                              | △      | 平日は、長野県内のニュースを放送、週末・祝日は『FNNレインボー発』をネット。 |
| テレビ静岡         | FNNテレビ静岡ニュース                                         | △      | 月曜日 - 土曜日は静岡県内のニュース、日曜日・年末年始は『FNNレインボー発』をネット。 |
| 富山テレビ         | BBTニュースフラッシュ（平日） FNN BBT NEWS（週末）            | △      | 平日は富山県内のニュース、週末は『FNNレインボー発』をネット。 |
| 石川テレビ         | FNN石川テレニュース                                           | ×      | 石川県内のニュースと天気予報を放送（長時間特番時の中断ニュースは石川県内ニュースのみ）。緊急時は『FNNレインボー発』をネットする（この場合は天気予報は放送されない場合あり）。 |
| 福井テレビ         | 福井新聞ニュース（月曜 - 土曜） FNN福井テレビニュース（日曜） | ×      | 福井県内のニュースを放送。 |
| 東海テレビ         | FNN東海テレニュース                                           | ○      | 原則『FNNレインボー発』をネットするが、1週間に2回 - 3回程度東海地方のニュースを放送する場合あり。 長時間特番時の中断ニュース（『FNNレインボー発』をネットする場合）でもこのタイトルに差し替え。 |
| 関西テレビ         | KTVニュースフラッシュ                                         | ○      | 原則『FNNレインボー発』をネット。長時間特番時の中断ニュースでもこのタイトルに差し替え。 |
| 山陰中央テレビ     | FNN TSKニュース                                               | ○      | 原則『FNNレインボー発』をネット。2009年3月まで平日は、鳥取県・島根県内のニュースを放送していた。20:54.30にオープニングを流し、その後30秒間CMを挿入した後本編をネットする。 |
| 岡山放送           | OHKフラッシュニュース                                         | ○      | 『FNNレインボー発』をネット。長時間特番時の中断ニュースでもこのタイトルに差し替え。平日のみローカルニュースは22:54ごろに放送（ローカルニュースでもタイトルには「FNN」がつく）。 |
| テレビ新広島       | tssニュース FNN                                               | ○      | 原則『FNNレインボー発』をネット。 |
| テレビ愛媛         | EBCニュース                                                   | ○      | 原則『FNNレインボー発』をネット。 |
| 高知さんさんテレビ | SUNSUNニュース&お天気                                         | △      | 平日は高知県内のニュース、週末は『FNNレインボー発』をネット。 |
| テレビ西日本       | TNCニュース                                                   | ○      | 原則『FNNレインボー発』をネット。長時間特番時の中断ニュースでもこのタイトルに差し替え。ニュース終了後には天気予報を放送。 |
| サガテレビ         | FNN stsニュース                                               | ×      | 原則佐賀県内のローカルニュースを放送。 |
| テレビ長崎         | KTNニュース                                                   | ×      | 原則長崎県内のローカルニュースを放送。 |
| テレビくまもと     | TKUニュース                                                   | ×      | 緊急時および長時間特番時の中断ニュースとなる際は『FNNレインボー発』をネット、それ以外は熊本県内のローカルニュースを放送。ただし、最近は長時間特番時の中断ニュースでも県内ニュースを放送する例があった。 |
| テレビ大分         | TOSニュース                                                   | ×      | 大分県内のニュースを放送。 |
| テレビ宮崎         | UMK NEWS                                                      | △      | 月曜日・金曜日・日曜日は宮崎県内のニュース、火曜日 - 木曜日・土曜日は『FNNレインボー発』をネット。 |
| 鹿児島テレビ       | FNN KTSニュース                                               | ○      | 長時間特番時の中断ニュースの時は『FNNレインボー発』と表示される。 |
| 沖縄テレビ         | FNN OTVニュース                                               | ×      | 沖縄県内のニュースを放送。 |

- 福井テレビ・テレビ大分以外で、普段ローカルニュースを放送しているところでも、長時間特番時の中断ニュースや緊急ニュース、重大ニュースがあれば『FNNレインボー発』をネットする場合がある。逆に普段『FNNレインボー発』をネットしているところは、放送地域内で緊急ニュース、重大ニュースがあれば地元発に差し替える場合がある。
- ｢産経テレニュースFNN｣とは違い、系列局独自にオープニング・エンディングを差し替えることが多く、秋田テレビが日曜夜に限って放送している以外には、定期的に『FNNレインボー発』本来のテーマに差し替えタイトルを送出している局はない。
- 山陰中央テレビと沖縄テレビでは、『産経テレニュースFNN』の（過去の「FNNニュース・明日の天気」と同一）テーマを採用している。テレビ宮崎では、1999年から2000年まで午後にあった『FNNレインボー発』のテーマ曲を2014年3月まで採用していた。

## レインボー発（午後）

### 概要
1999年4月1日から1年間は『2時のホント』の後にも『FNNレインボー発』が放送されていたが、再放送枠の『チャンネルαニュース』開始に伴い終了。
その後は、2002年4月1日から『NEWSレインボー発』が開始され、2002年10月7日から『F2』（後に『F2-X』、『F2スマイル』）内のニュースコーナー（ウェブサイト上の表記は『NEWSレインボー発』）に替わり、2005年10月3日からは「FNN」や「NEWS」が付かずに『レインボー発』のタイトルのみで放送する。2006年度の金曜日は『ひるこた!』のニュースコーナーとして同番組ネット地域でも放送された。
2011年10月31日からフジテレビの全ての報道・情報番組がステレオ放送に切り替わったため、放送開始以来変わることがなかった音声モードがモノラルからステレオに変更された。
2012年4月に『知りたがり!』が枠移動する形でフジテレビ系列平日午後のワイドショー枠が12年ぶりに復活したため、「レインボー発」としての放送は終了した。なお、午後のスポットニュースは『知りたがり』→『アゲるテレビ』の1コーナーとして継続されていたが、2013年9月に全国ネットの午後のワイドショーが終了したため、その後新設されたドラマ再放送枠『ドラマチックα』内で不定時に（14時台終盤に放送されることが多い）｢NEWSお台場発｣として約2分間放送されている。

### 放送時間
- 1999年4月1日 - 2000年3月31日：平日15:25 - 15:30（｢FNNレインボー発｣。この時期のみ全国ネット[13]）
- 2002年4月1日 - 10月4日：平日14:05 - 14:08（｢NEWSレインボー発｣）
- 2002年10月7日 - 2005年9月30日：｢F2｣→｢F2-X｣→｢F2スマイル｣に内包（｢NEWSレインボー発｣）
- 2005年10月3日 - 2006年3月31日：平日14:05 - 14:07（｢レインボー発｣）
- 2006年4月3日 - 2007年3月30日：平日14:05 - 14:07、金曜日は『ひるこた!』に内包（｢レインボー発｣）
- 2007年4月2日 - 2012年3月30日：平日14:05 - 14:07（｢レインボー発｣）

### 担当アナウンサー
| 1999.4.1 | 1999.10.1  | 堺正幸1           | 堺正幸1             | 堺正幸1    | 堺正幸1    | 堺正幸1    |
| 1999.10.4 | 2000.3.31  | 田代尚子1         | 阿部知代            | 木幡美子   | 阿部知代   | 佐藤里佳   |
| 2000.4.3 | 2000.9.29  | 佐藤里佳          | 佐藤里佳            | 高木広子   | 深澤里奈   | 高木広子1  |
| 2000.10.2 | 2001.3.30  | 阿部知代          | 高木広子1           | 深澤里奈   | 松井みどり | 高木広子1  |
| 2001.4.2 | 2001.9.28  | 阿部知代          | 深澤里奈            | 山中秀樹   | 島田彩夏   | 西山喜久恵 |
| 2001.10.1 | 2002.3.29  | 阿部知代          | 深澤里奈            | 島田彩夏   | 山中秀樹   | 佐藤里佳   |
| 2002.4.1 | 2002.9.27  | 野島卓            | 深澤里奈            | 松尾紀子   | 山中秀樹   | 阿部知代   |
| 2002.9.30 | 2003.3.28  | 阿部知代          | 木幡美子            | 松尾紀子   | 山中秀樹   | 深澤里奈   |
| 2003.3.31 | 2004.10.1  | 木幡美子          | 松尾紀子            | 山中秀樹   | 藤村さおり | 阿部知代   |
| 2004.10.4 | 2005.9.30  | 木幡美子          | 阿部知代            | 山中秀樹   | 藤村さおり | 田代尚子   |
| 2005.10.3 | 2007.3.30  | 木幡美子          | 田代尚子            | 藤村さおり | 阿部知代   | 松尾紀子2  |
| 2007.4.2 | 2008.9.26  | 藤村さおり        | 木幡美子            | 梅津弥英子 | 阿部知代   | 松尾紀子2  |
| 2008.9.29 | 2009.3.27  | 佐藤里佳          | 木幡美子            | 梅津弥英子 | 阿部知代   | 松尾紀子2  |
| 2009.3.30 | 2010.3.26  | 木幡美子          | 松尾紀子            | 川野良子   | 阿部知代   | 佐藤里佳3  |
| 2010.3.29 | 2010.6.25  | 木幡美子 高橋真麻 | 松尾紀子 西山喜久恵 | 川野良子   | 梅津弥英子 | 佐藤里佳3  |
| 2010.6.28 | 2010.10.1  | 木幡美子 高橋真麻 | 松尾紀子 西山喜久恵 | 川野良子   | 梅津弥英子 | 大島由香里 |
| 2010.10.4 | 2010.11.26 | 木幡美子 高橋真麻 | 松尾紀子 西山喜久恵 | 川野良子   | 春日由実3  | 大島由香里 |
| 2010.11.29 | 2011.3.25  | 木幡美子 高橋真麻 | 松尾紀子 西山喜久恵 | 川野良子   | 梅津弥英子 | 大島由香里 |
| 2011.3.28 | 2011.7.1   | 木幡美子 高橋真麻 | 西山喜久恵          | 吉崎典子   | 川野良子   | 藤村さおり |
| 2011.7.4 | 2011.9.30  | （シフト勤務）    | 西山喜久恵          | 吉崎典子   | 川野良子   | 藤村さおり |
| 2011.10.3 | 2012.3.30  | 阿部知代          | 西山喜久恵          | 吉崎典子   | 川野良子   | 藤村さおり |
| - 名前が2人ある期間は、2人が隔週で担当。 - 2005年10月以降、昼の『BSフジNEWS』を兼務。 - 1 ｢FNNスピーク｣キャスター（当時）を兼務 - 2 2006年4月 - 2007年3月は『ひるこた!』に内包 - 3 産休のため改編を待たずに降板。 |            |                   |                     |            |            |            |

シフト勤務（男性）
- 陣内誠、野崎昌一、山中秀樹、向坂樹興、吉沢孝明、青嶋達也、野島卓、佐野瑞樹、森昭一郎、竹下陽平、西岡孝洋、森下知哉、渡邉卓哉 その他。

シフト勤務（女性）
- 筒井櫻子、吉崎典子、阿部知代、佐藤里佳、田代尚子、大坪千夏、松井みどり、武田祐子、高木広子（『FNNスピーク』と兼務）、藤村さおり、深澤里奈、荒瀬詩織、島田彩夏（『FNNスーパーニュース』フィールドキャスターと兼務）、千野志麻、内田恭子（島田に同じ）その他。

## 特別編成
夜
- 4時間程度の長時間特番が放送している際、中断のニュースは通常の『FNNレインボー発』ではなく、『FNNニュース』として放送することがあったが（この場合、オープニングの系列局での差し替えは一部を除いて無い）、最近では時折『FNNレインボー発』のまま送り出され、そのままのタイトルで放送する局もある（テレビ静岡等一部系列局）。
- 2009年10月10日放送分は、20:00 - 23:08に『記録よりも記憶に残るフジテレビの笑う50年 〜めちゃ×2オボえてるッ!〜』放送のため、57分前倒しの19:57 - 20:00で放送。更に直前に放送の『もしもツアーズ』と、『記録よりも…』との接続は、どちらもステブレレスで行うため、｢あすの天気｣は普段よりも15秒（CMひとつ分）遅く開始した。
- 2010年11月6日、この直前に放送していた日本シリーズの第6戦中継が最大15回まで延長。結果3時間10分（190分）といった前例のない遅れ方をし、24:04からの放送（日付上は翌7日）となった。オープニングのお天気カメラの映像ではレインボーブリッジが消灯[14]していたほか、あすの天気（関東）ではナレーションの「あす」の部分を「7日」に言い換えて放送した。

午後
- テレビ宮崎が2008年3月19日 - 3月21日と3月24日は『世界フィギュアスケート選手権2008』の編成のため、3月26日と2012年1月9日は『春の高校バレー男女決勝』の編成により、昼の『レインボー発』をネットした（タイトルもそのままネット）。